# Fügsee
Der Fügsee ist ein Moorsee im Murnauer Moos, der zum Naturschutzgebiet Murnauer Moos gehört. Er wird oberflächlich über kleinere Gräben gespeist und entwässert über einen Graben zum Sonderbrunnenbach.
Der Fügsee ist ringsum von Schilf umgeben und wird von Druckquellen offen gehalten.
Weitere Kleinseen im Murnauer Moos sind Langer-Köchel-See, Schwarzsee, Krebssee, Moosbergsee, Neuer Moosbergsee, Haarsee und Rollischsee.